# Renatinho
Pour le footballeur brésilien né en 1987, voir Renatinho (football, 1987).
Pour les articles homonymes, voir Renato.
Renato Ribeiro Aguiar Calixto, surnommé Renato, ou Renatinho,,, est né le 4 octobre 1988 à Cardoso dans l'État de São Paulo au Brésil. Il est un joueur de football brésilien qui évolue au Guangzhou R&F.

## Biographie
Fin 2012, le Kawasaki Frontale annonce le renouvellement du prêt de Renato. Déjà prêté par Coritiba lors de la saison 2012, Renato est désormais prêté par le club brésilien jusqu'au 1er janvier 2014.

## Statistiques
| Saison | Club                     | Championnat | Championnat | Championnat | Coupe(s) nationale(s) | Coupe(s) nationale(s) | Compétition(s) continentale(s) | Compétition(s) continentale(s) | Compétition(s) continentale(s) | Total | Total |
| Saison | Club                     | Division    | M.          | B.          | M.                    | B.                    | Comp.                          | M.                             | B.                             | M.    | B.    |
| 2009   | Coritiba                 | Série A     | 22          | 2           | 3                     | 0                     | Sudamericana                   | 2                              | 1                              | 27    | 3     |
| 2010   | Coritiba                 | Série B     | 4           | 0           | 3                     | 0                     | -                              | -                              | -                              | 7     | 0     |
| 2010   | Goianiense (prêt)        | Série A     | 10          | 0           | -                     | -                     | -                              | -                              | -                              | 10    | 0     |
| 2011   | Ponte Preta (prêt)       | Série B     | 33          | 4           | -                     | -                     | -                              | -                              | -                              | 33    | 4     |
| 2012   | Kawasaki Frontale (prêt) | J.League 1  | 29          | 10          | 8                     | 4                     | -                              | -                              | -                              | 37    | 14    |
| 2013   | Kawasaki Frontale (prêt) | J.League 1  | 2           | 1           | -                     | -                     | -                              | -                              | -                              | 2     | 1     |

## Palmarès
- Champion du Paraná en 2008 et 2010 avec Coritiba